# Cornelis Jacob den Tex
Cornelis Jacob den Tex (Amsterdam, 17 augustus 1855 – Rheden, 5 april 1907) was een Nederlands jonkheer, bestuurder en politicus voor de Liberale Unie.

## Levensloop
Cornelis den Tex werd geboren als een zoon van Cornelis den Tex en Anna Mathilda Vriese. Hij studeerde rechtsgeleerdheid aan de Universiteit van Amsterdam en promoveerde tot doctor in 1883. Hij begon zijn carrière als lid van de gemeenteraad van Amsterdam. Daarna was hij lid van de Provinciale Staten van Noord-Holland. Den Tex was van 7 november 1895 tot 5 april 1907 lid van de Gedeputeerde Staten van Noord-Holland. Van 17 september 1901 tot 19 september 1905 functioneerde hij als lid van de Tweede Kamer der Staten-Generaal.

## Persoonlijk
Cornelis den Tex huwde twee keer. Eerst trouwde hij met Catharina Josephine Biben en samen hadden ze twee kinderen. De tweede keer trouwde hij met Eva Ketjen en samen hadden ze ook twee kinderen. Hij is een zwager van Sjoerd Vening Meinesz en neef van Jolle Albertus Jolles.

## Ridderorde
- Ridder in de Orde van de Nederlandse Leeuw